# Keshya Nurvita Hanadia
Keshya Nurvita Hanadia (* 21. Dezember 1988 in Tasikmalaya) ist eine indonesische Badmintonspielerin. 

## Karriere
Keshya Nurvita Hanadia gewann 2008 den Smiling Fish im Mixed mit Lingga Lie. 2011 siegte sie in der gleichen Disziplin bei den Indonesia International gemeinsam mit Andhika Anhar.

## Sportliche Erfolge
| Saison | Veranstaltung           | Disziplin   | Platz | Name                                           |
| ------ | ----------------------- | ----------- | ----- | ---------------------------------------------- |
| 2008   | Smiling Fish            | Mixed       | 1     | Lingga Lie / Keshya Nurvita Hanadia            |
| 2011   | Indonesia International | Mixed       | 1     | Andhika Anhar / Keshya Nurvita Hanadia         |
| 2012   | Auckland International  | Damendoppel | 1     | Devi Tika Permatasari / Keshya Nurvita Hanadia |